# Tiège
Tiège est un village belge situé en province de Liège dans la commune de Jalhay. Avant la fusion des communes de 1977, Tiège faisait partie de la commune de Sart-lez-Spa.

## Situation
Cette localité des Ardennes liégeoises s'est implantée sur un plateau herbeux dominant les vallées de la Hoëgne au nord, du Croupet du Moulin à l'est et du Wayai au sud. 
Le village de Tiège se situe au carrefour de deux routes nationales : la N.629 Spa-Eupen et la N.640 Verviers-Francorchamps. L'autoroute E42 passe au nord du village qui est accessible par la sortie 8. Tiège, situé entre les villages de Sart-lez-Spa et Polleur, jouxte le hameau d'Arbespine. La ville de Spa se trouve à 6 km, Jalhay est à 7 km et le centre de Verviers à une douzaine de km.

## Patrimoine

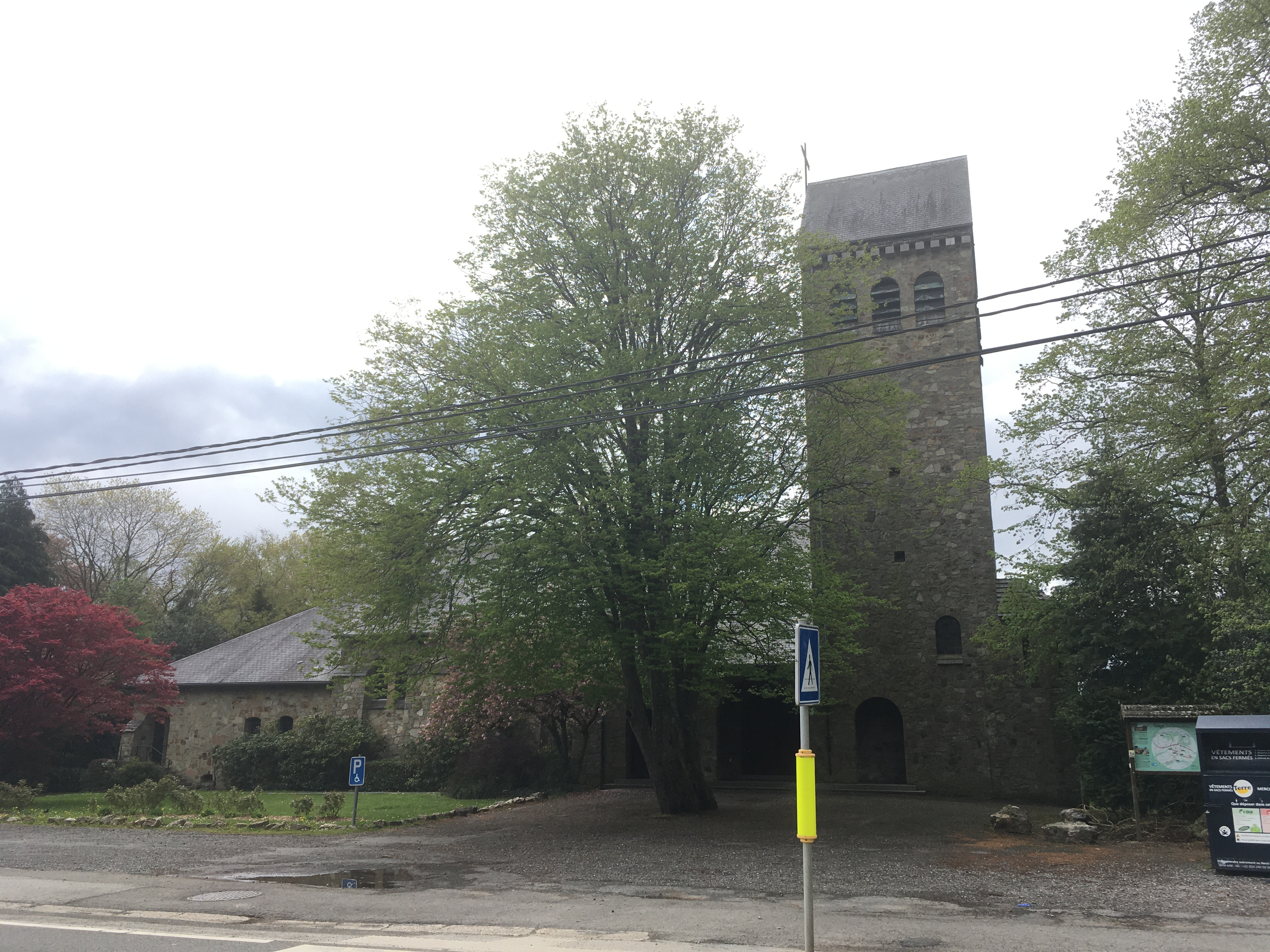
Église Notre-Dame des Victoires.

L'ancienne église Saint Corneil construite en 1868 est détruite en 1944 par un V1, elle a été reconstruite selon les plans de l'architecte gantois Raoul Van Houtte en moellons de grès dans un style néo-roman . Le mobilier date 1954 et 1955, les sculptures en terre cuite sont signés Maria Hasemeier-Eulenbruch (de) et de son mari Robert Hasemeier. L'église possède l’un des plus beaux orgues de la région. Tiège compte une école communale.

## Folklore
Le cortège du Laetare fête le carnaval en collaboration avec le village voisin de Sart-lez-Spa. Depuis 1660, les chars fleuris des deux localités s’affrontent et rivalisent de beauté. Les Dominos Blancs de Sart et Dominos Noirs de Tiège animent les rues des deux villages et font sortir les filles de leur maison pour les emmener danser. Depuis 2024, ces carnavals comptent parmi les chefs-d'œuvre du Patrimoine oral et immatériel de la Fédération Wallonie-Bruxelles sous le titre : Rivalité amicale dans les carnavals de l’Ardenne liégeoise.